# Richtersia imparis
Richtersia imparis är en rundmaskart. Richtersia imparis ingår i släktet Richtersia och familjen Richtersiidae. Inga underarter finns listade i Catalogue of Life.